# NES Open Tournament Golf
NES Open Tournament Golf (Japans: マリオオープンゴルフ; Mario Ōpun Gorufu) is een computerspel dat werd ontwikkeld en uitgegeven door Nintendo. Het spel kwam in 1991 uit voor de Nintendo Entertainment System en de Famicom. Later werd het ook uitgebracht voor andere platforms. Het is het tweede golfspel dat Nintendo uitbracht voor de NES. Het eerste spel was Golf. De speler kan golf spelen op drie verschillende golfbanen. Deze banen liggen in de Verenigde Staten, Japen en Groot-Brittannië. Het spel heeft twee soorten weergaves: een overzicht waarmee slag en club gekozen kunnen worden en een 3D weergave. Het spel kan gespeeld worden door middel van 'Stroke Play' of 'Match Play'. De versie voor de Famicon heeft andere golfbanen dan die op de NES. Het perspectief van het spel wordt in de derde persoon met bovenaanzicht getoond.

## Platforms
| Jaar | Platform                |
| ---- | ----------------------- |
| 1991 | NES                     |
| 1992 | Arcade                  |
| 2007 | Virtual Console (Wii)   |
| 2011 | Virtual Console (3DS)   |
| 2014 | Virtual Console (Wii U) |

## Ontvangst
Het spel kreeg overwegend positieve kritiek. The Video Game Critic gaf het spel een A rating met als commentaar "Een geweldig golfspel dat zijn tijd ver vooruit is". 
| Beoordeeld door         | Platform            | Datum | Score |
| ----------------------- | ------------------- | ----- | ----- |
| The Video Game Critic   | NES                 | 2002  | 100%  |
| NES Times               | NES                 | 2008  | 90%   |
| Nintendo Power Magazine | NES                 | 1991  | 84%   |
| Nintendojo              | NES                 | 1999  | 77%   |
| IGN                     | Wii Virtual Console | 2007  | 75%   |
| Nintendo Life           | Wii Virtual Console | 2007  | 70%   |
| Eurogamer.net (GB)      | Wii Virtual Console | 2007  | 50%   |